# Zebrasoma flavescens
O cirurgião-amarelo (Zebrasoma flavescens) é uma espécie de peixe da família Acanthuridae e muito popular entre os aquaristas. É originário do Havaí e alimenta-se de algas, artêmia e flocos.
O cirurgião-amarelo tem um ferrão na cauda para sua defesa (ele nada de ré e ferroa seus inimigos).
Normalmente não é agressivo com peixes de outras espécies, mas pode eventualmente atacar um peixe da mesma espécie se este for mais fraco.
O cirurgião-amarelo podem medir a 20 centímetros no comprimento, e 1 a 2 centímetros na espessura. Os machos adultos tendem a ser maiores do que fêmeas adultas. Todos desta espécie são de um tom amarelo brilhante. Na noite, a coloração amarela desvanece-se ligeiramente e torna-se no meio com uma faixa branca horizontal. Ao amanhecer ele recupera a sua cor amarela brilhante.

## Reprodução em cativeiro
O Oceanic Institute of Hawaii Pacific University, anunciou a primeira reprodução do Yellow Tang (Zebrasoma flavescens) em cativeiro na história. Se os métodos de criação for claramente explicado e compartilhado, esse mesmo método poderá ser aplicado para a reprodução de outras espécies da mesma família. 